# Giovanni Agostino Pollinari
Giovanni Agostino Pollinari (fl. XVII-XVIII secolo) è stato un religioso e poeta italiano.

## Biografia

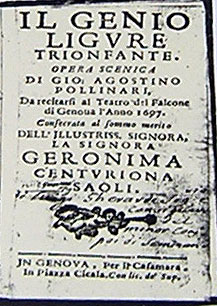
Frontespizio de Il Genio ligure trionfante

Pollinari fu un religioso ligure del XVII secolo, ricordato per i suoi componimenti in lingua genovese. Sua opera principale fu Il genio ligure trionfante, rappresentata per la prima volta nel 1697. L'opera, che narra della resistenza degli antichi liguri all'invasione romana, ha tra i personaggi positivi principali Balilla, lo stesso soprannome che verrà attribuito dalla tradizione popolare al fanciullo che  scatenò la rivolta contro l'occupante austriaco nel 1746, identificato con Giovan Battista Perasso.

## Opere
- Vienna sciolta dall'assedio dell'Armi Ottomane, 1684
- La religione cattolica trionfante de' Maomettani, 1691[1]
- Il genio ligure trionfante. Opera scenica da recitarsi al teatro del Falcone di Genova l'anno 1697, 1697